# Verpillières-sur-Ource
Verpillières-sur-Ource är en kommun i departementet Aube i regionen Grand Est (tidigare regionen Champagne-Ardenne) i nordöstra Frankrike. Kommunen ligger  i kantonen Essoyes som ligger i arrondissementet Troyes. År 2022 hade Verpillières-sur-Ource 109 invånare.

## Befolkningsutveckling
Antalet invånare i kommunen Verpillières-sur-Ource
Referens: INSEE